# In the Moment (musikalbum)
In the Moment från 2006 är jazzpianisten Mats Öbergs första soloalbum. Albumet är tillägnat Öbergs morbror Berndt Egerbladh.

## Låtlista
Alla låtar är komponerade av Mats Öberg.
1. What First Came to Mind – 14:18
2. December 99 – 6:35
3. Icegarden – 12:03
4. Fourth Moment – 18:01
5. Childlike – 7:11
6. Boogie for Berndt – 4:31
7. Smell of Rain – 9:46

## Medverkande
- Mats Öberg – piano